# ان نوسنتی
ان "انیه" نوسنتی (به انگلیسی: Ann "Annie" Nocenti) (متولد ۳۱ ژانویه ۱۹۶۱) یک روزنامه‌نگار، نویسنده، ویراستار، معلم و فیلمساز آمریکایی است. وی بیشتر برای فعالیتش در زمینهٔ کتاب‌های کامیک شناخته می‌شود. او به عنوان ویراستار در انتشارات مارول کمیکس، جهش‌یافتگان جدید و مردان-اکس غیرطبیعی را ویراستاری کرده است. همچنین در همکاری با نگارگران، در خلق شخصیت‌هایی چون ماری حصبه‌ای، سیاه‌قلب، کم احتمال، موجو و مارپیچ نقش داشته است.
نوسنتی همچنین به خاطر دیدگاه رک و راست سیاسی‌اش شناخته شده. بعضی افراد بر وضعیت زنان در جامعه، نقش دولت در کارهای نوسنتی به خصوص در داستان‌های ابر قهرمان مارول، بی‌باک متمرکز می‌شوند که باعث برخورد وی با دیگر ویراستاران شد.

## زندگی
ان به کالچ سانی نیوپالتز رفت و کارهای رابرت کرامب را کشف کرد. ولی همکنون در استون‌ریج، نیویورک زندگی می‌کند.